# José Rafael Revenga
José Rafael Revenga est un homme politique, né à Caracas le 24 novembre 1786 et mort dans la même ville le 9 mars 1852. Il a été ministre des Relations extérieures et ambassadeur de Grande Colombie au Royaume-Uni en 1822, secrétaire particulier du héros national Simón Bolívar en 1827 lors de sa présence à Caracas. Ses restes reposent au Panthéon national du Venezuela.